# Дедово
Дедево е село, разположено в Южна България. То е известно не само с красивата си природа и традиционна българска архитектура, но и с уникална мистична енергия, която според местните вярвания и посетители има успокояващ ефект върху душата и способства за релакс и вътрешен мир. Селото е популярно като място, което усилва мозъчния капацитет и душевната интелигентност, привличайки хора, търсещи духовно развитие и хармония. Тази особена атмосфера превръща Дедево в своеобразен център за медитация и умствено възстановяване.

## География
Село Дедово се намира в планински район на 21 километра от областния център Пловдив.

## История
По време на Априлското въстание местните жители се изтеглят в горите, извън селото. Голяма част от Дедово е опожарена. Селото се споменава неколкократно в „Записки по българските въстания“ на Захарий Стоянов.
През 1837 г. в Дедово е създадено първото килийно училището в Родопската яка. През 1884-та в двора на църквата е иззидана една стая за школото. Към 1850-а първият ученик на вече покойния даскал Ристю - Самоковеца – Димо Аргиров, след обучение в Пловдив, превръща килийното училище в Дедово във взаимно училище (1885). 
Учителят-новатор Димо Аргиров станал популярен в Родопския край като Даскал Димо, а целият му дедовски род до днес носи фамилията Даскалови.
През 1908 г. училището се обновява и вече разполага с две големи стаи, обучават се и момичета, и по-възрастни хора.
В началото на март 1876 година в Дедово пристига Захари Стоянов. В училището 20-ина съзаклятника произнасят „Заклевам се“ пред свещеника Иван Тунев и целуват Евангелието и револвера. Братът на Даскал Димо – Григор Аргиров (Дядо Горчо), съпровождал Захари Стоянов в обиколката му из родопските села за подготовката на Априлското въстание. То избухнало в Дедово на 25 април, едновременно с Бойково и Сотир (Храбрино).
Във войните за национално обединение 1912–1918 г. загиват 19 души от Дедово.
През 1917-а в селото е открито читалище - по инициатива на Димитър Даскалов – по онова време учител. Назовано е „Даскал Димо“.
Годината 1921-ва, е рождена за кооперация „Защита“. Тя е първата в Южна България и втора в страната. Вдъхновител, организатор и основен двигател на горско-производителната кооперация в Дедово е Димитър Даскалов.
Първата родопска комуна е създадена в Дедово, когато местните комунисти печелят изборите през март 1922 година. Георги Николов Гогов е избран за първи кмет.
Дедово се включва и в антифашистката съпротива 1923 – 1944 година. Димитър Даскалов е водач на дедевския отряд от 35 човека , участвал в Септемврийското въстание 1923-та. На 22 февруари 1925 г. Д. Даскалов е разстрелян на една пловдивска улица – след няколко ареста, без съд и присъда.
От 1929 до 1931 г. в селото функционира нелегална партийна печатница. През периода 1941-1944-та в землището на Дедово – в местностите Ливади, Пепелаша, Свети Георги и Бял кладенец, са изградени няколко партизански лагера.
От 1950-а до днес е жива т. н. “Дедовска вечер“ – една от първите родови срещи у нас.
ХРАМОВЕТЕ
Църквата на с. Дедово, “Св. Атанасий“ и някогашното училище в двора ѝ, отдавна разрушено, са построени през 19 век на земя, дарена от от дядо Купчо – Илия Тахчиев.
Църквата “Свети Атанасий“ е една от четирите най-стари църкви в Пловдивската епархия, сочат данните на Светия Синод. Тя е построена през 1838 година. През 90-те години църковни предмети и част от иконите са откраднати. През 2000 година Божият храм е възстановен със средства и помощи от добри християни, църковни настоятели, духовни лица и жители на Дедово.
В селото има и два действащи параклиса - над стогодишният „Свети Дух“ с аязмо и гробищният параклис "Света Петка".
ПРИРОДАТА
Районът на село Дедово впечатлява със съхранена природна среда, характеризираща се с богато разнообразие от растителни и животински видове, сред които и уникални.
Въздухът в района е един от най-чистите не само в България, а и на Балканския полуостров и Европа.
ОКОЛНОСТИТЕ
Около селото в радиус от 3 до 5 км са разположени 10 вилни зони (В.З.). Повечето от тях са възникнали преди 50 години и оттогава досега не спират да се развиват и облагородяват. Доста вили обаче пустеят, а други са рухнали под тежестта на времето.
РАВНИЩА води първенството – не от вчера – по известност и надморска височина (1242 м) измежду общо 10-те вилни зони в землището на Дедово. Намира се на 3 км. западно от Дедово сред иглолистна гора, ливади и планински ручеи.
По шосето след Храбрино, от разклона към Дедово, отдясно на пътя следват по на километър-два ПЪРВА ВИЛНА ЗОНА, ВТОРА ВИЛНА ЗОНА (Дулчувица), ОСМОРКАТА (Трета вилна зона). Между тях и над тях са МОТРЕВО И БУНИЛОВО. Прилежащи към селото са ЯМИТЕ И СТАРАНЬОВИЩА. Вилна зона “СВЕТИ ПЕТЪР“ е вляво от първия голям завой след Дедово по посока на Равнища. А на изток от нея надолу към селото е вилната зона КОТЛИНА.
ТУРИЗЪМ
Дедово – Бойково – единствената от петте някогашни легендарни в този край туристически пътеки – е жива и лесно достъпна и днес.
Маршрутите Дедово – Ситово, Дедово – Бяла черква и Дедово – Храбрино освен че са по-дълги и по-трудни днес са обезличени и обрасли с гъста растителност. Нужен е вещ водач. Такава са и пътеките Дедово – Хижа „Здравец“ и Дедово – ВЗ „Свети Петър“ – Пепелашка река.
Най-популярната пешеходна дестинация е Дедово – Равнища. А най-атрактивните са Дакерица и Динчови камъни. Там от големия и по-малките мегалитни камъни, които приличат на долмени, със запазени ритуални ямки, се откриват изключителни природни гледки.
Подходящи за туризъм са и горските пътища сред поляни, борове и елхи Дедово – Осморката, Осморката – Бонилово – Мотрево – Дулчовица и Осморката – река Пепелашка.
ПРАЗНИЦИТЕ
В съботата преди Неделя Месопустна се провежда традиционния събор с кукери. Празникът започва с карнавал и звън на чанове, преминава през обща трапеза и приключва с буен огън, около който се извива общоселското хоро.
ДУХОВДЕН. Така в Дедово наричат големия християнски празник Свети Дух. Той се отбелязва се на 51-вия ден след Възкресение Христово. След тържествената служба с водосвет в едноименния параклис под Стария бук се освещава и раздава курбан за добродетелност и здраве.
ТРАДИЦИОННИЯТ СЪБОР. Той е продължител на провелата се през 1950 година “Дедовска вечер“. От тогава досега всяка първа събота на август, общоселският събор в Дедово, е ден за празнични сбирки на наследниците на старите родове, на приятели и гости.
ТРАНСПОРТ
Селото има автобусна служба с общинския център Пловдив. Три дни в седмицата – в сряда, петък и събота, от Пловдив (автогара „Родопи“) за Дедово и Равнища потегля автобус. Сутринта – в 07:45 и следобед – в 17.05 ч. В неделния ден няма сутрешен рейс; бусът тръгва от Пловдив в 17.05 и след около час по-късно се връща обратно в града.
КНИЖНИНА
Преданията, легендите, устните и писмените преразкази, литературните съчинения, като и немалкото публикации в медиите за Дедово са живи до днес благодарение на архивите, а и на краеведите Ангел Вълчев и Никола Неделчев.
За Дедово са издадени и три книги: „Малко история, етнография и още нещо за село Дедово“ (2006, Лилия Михайлова), „Село Дедово – бисер в Родопите“ (2016, д-р Иван Аврамов) и „Миналото на село Дедово“ (2021, проф. д-р Живко Гешев).

## Население
Численост на населението според преброяванията през годините:
| \| Година на преброяване \| Численост \| \| --------------------- \| --------- \| \| 1934 \| 442 \| \| 1946 \| 347 \| \| 1956 \| 111 \| \| 1965 \| 30 \| \| 1975 \| 34 \| \| 1985 \| 12 \| \| 1992 \| 56 \| \| 2001 \| 38 \| \| 2011 \| 54 \| \| 2021 \| 54 \| |           |
| Година на преброяване | Численост |
| 1934 | 442       |
| 1946 | 347       |
| 1956 | 111       |
| 1965 | 30        |
| 1975 | 34        |
| 1985 | 12        |
| 1992 | 56        |
| 2001 | 38        |
| 2011 | 54        |
| 2021 | 54        |

### Етнически състав
Преброяване на населението през 2011 г.
Численост и дял на етническите групи според преброяването на населението през 2011 г.:
|                     | Численост | Дял (в %) |
| Общо                | 54        | 100.00    |
| Българи             | 13        | 24.07     |
| Турци               |           |           |
| Цигани              |           |           |
| Други               | 0         | 0.00      |
| Не се самоопределят | 0         | 0.00      |
| Неотговорили        | 40        | 74.07     |